# Stora Hällbergsträsket
Stora Hällbergsträsket är en sjö i Överkalix kommun i Norrbotten och ingår i Kalixälvens huvudavrinningsområde. Sjön har en area på 0,142 kvadratkilometer och ligger 98,1 meter över havet. Stora Hällbergsträsket ligger i Torne och Kalix älvsystem Natura 2000-område.

## Delavrinningsområde
Stora Hällbergsträsket ingår i det delavrinningsområde (740750-179107) som SMHI kallar för Mynnar i Ängesåns vattendragsyta. Medelhöjden är 131 meter över havet och ytan är 31,52 kvadratkilometer. Det finns inga avrinningsområden uppströms utan avrinningsområdet är högsta punkten. Mäjärvbäcken som avvattnar avrinningsområdet har biflödesordning 3, vilket innebär att vattnet flödar genom totalt 3 vattendrag innan det når havet efter 113 kilometer. Avrinningsområdet består mestadels av skog (83 procent). Avrinningsområdet har 0,75 kvadratkilometer vattenytor vilket ger det en sjöprocent på 2,4 procent.